# Puhoi
Puhoi új-zélandi település Aucklandtől 50 kilométerre északra, az új-zélandi 1-es főút mentén, a 10 kilométer hosszú Puhoi folyó partján található. Közigazgatásilag Auckland régióban helyezkedik el. 2008-ban a településnek 493 lakosa volt, akik 173 háztartásban éltek.

## Nevének eredete
Neve a folyó maori nyelvű nevéből ered, ami lassút jelent és a víz folyására utal.

## Története
A települést 1863. június 29-én alapították a mai Csehország területéről, az akkori Staab városkából érkezett német telepesek, ezért bohémiai településnek is nevezték. A bevándorlók vezetője Martin Krippner volt. Az első csoportot még kettő követte 1866-ig. A telepesek a gyarmati kormányzattól földet kaptak, az ezen lévő erdőt maguknak kellett kiirtaniuk.
A római katolikus telepesek 1881-re felépítették ma is álló templomukat, amit Szent Péternek és Pálnak szenteltek, mivel az ő névnapjukon alapították a falut.
Puhoiban ma a templomon kívül egy szálloda és egy vegyesbolt (General Store) is működik az alapítást követő évekből. A falu múzeuma az egykori katolikus elemi iskola (1923-1964) épületében van. A település lakói a gazdálkodás mellett kisiparral, sajtkészítéssel, mustárgyártással is foglalkoznak.

## Filmek
A település festői képe, műemlékei több új-zélandi film helyszínéül, díszletéül is szolgáltak. (Trespasses (1984); Sylvia (1985); The Tommyknockers (TV sorozat, 1992); Bridge to Terabithia (2007).

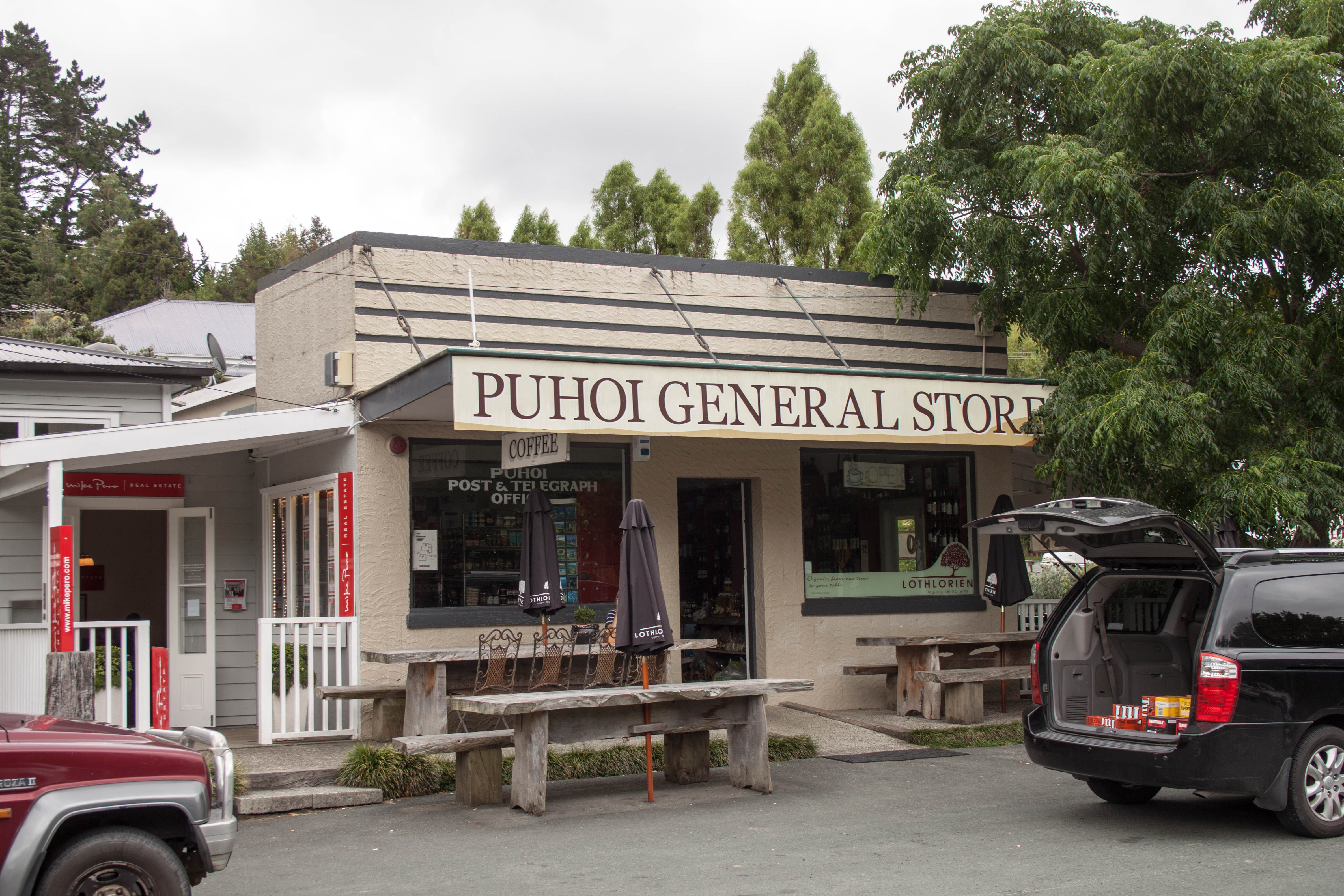
Hagyományos vegyesbolt
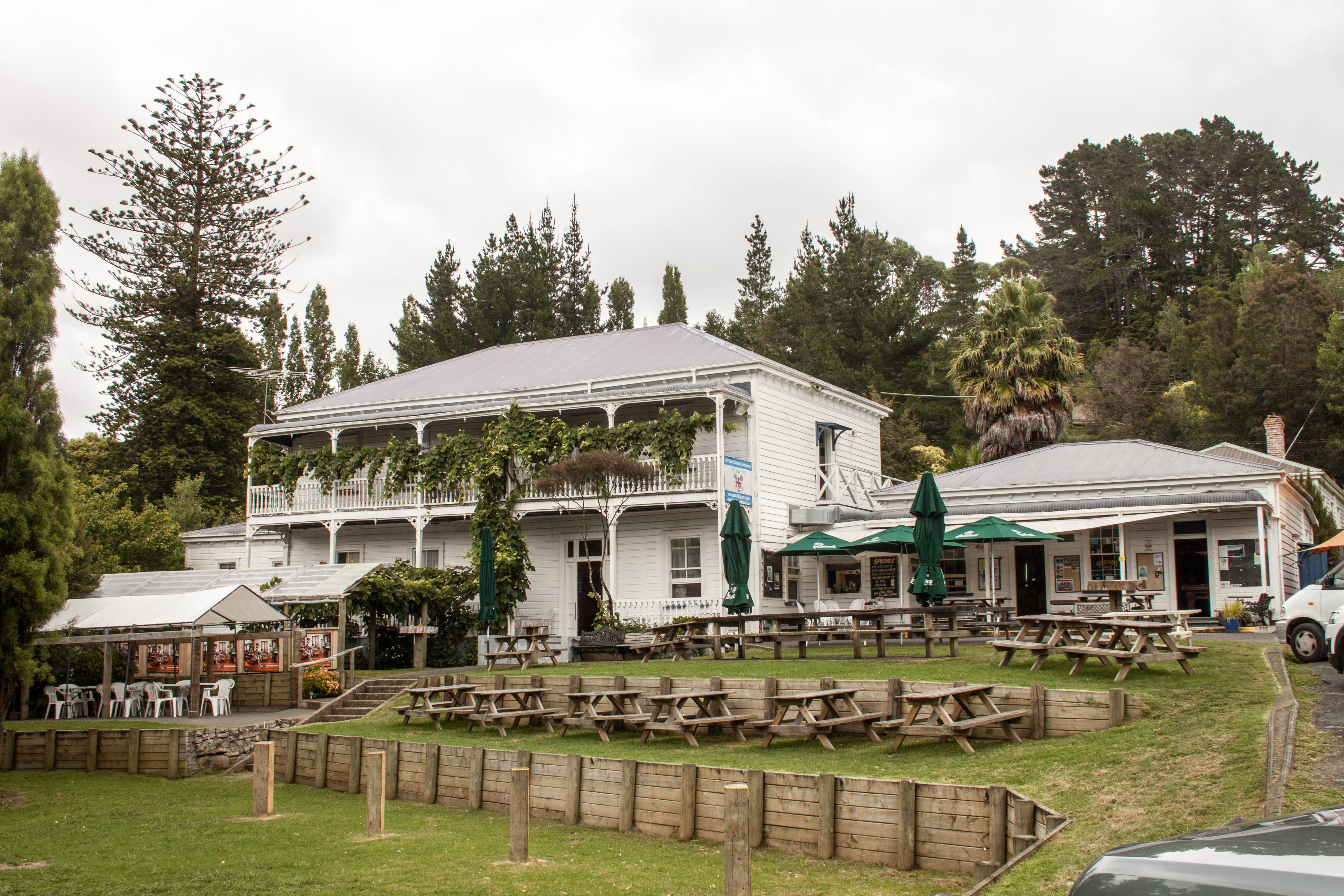
Puhoi szállodája
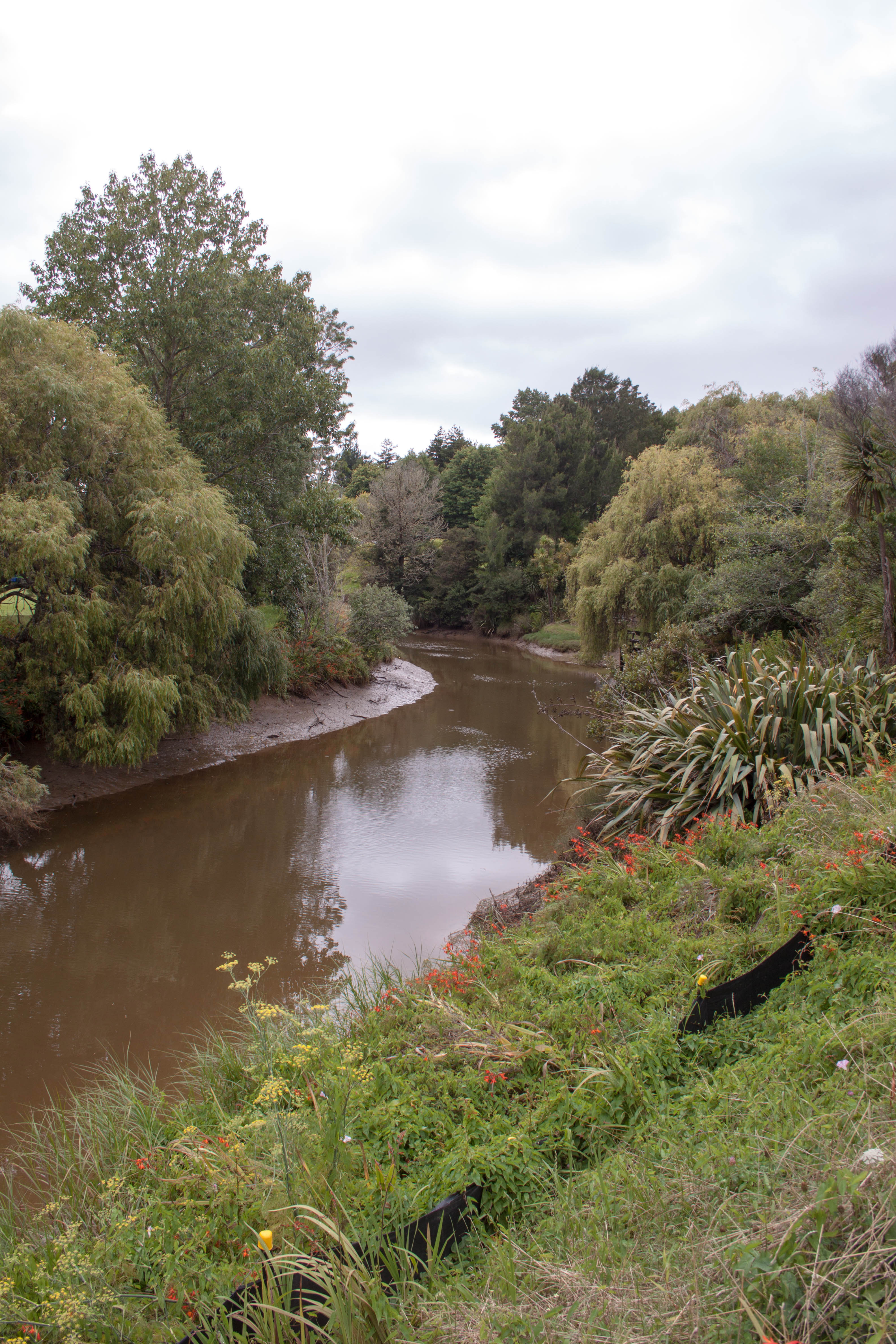
A Puhoi folyó
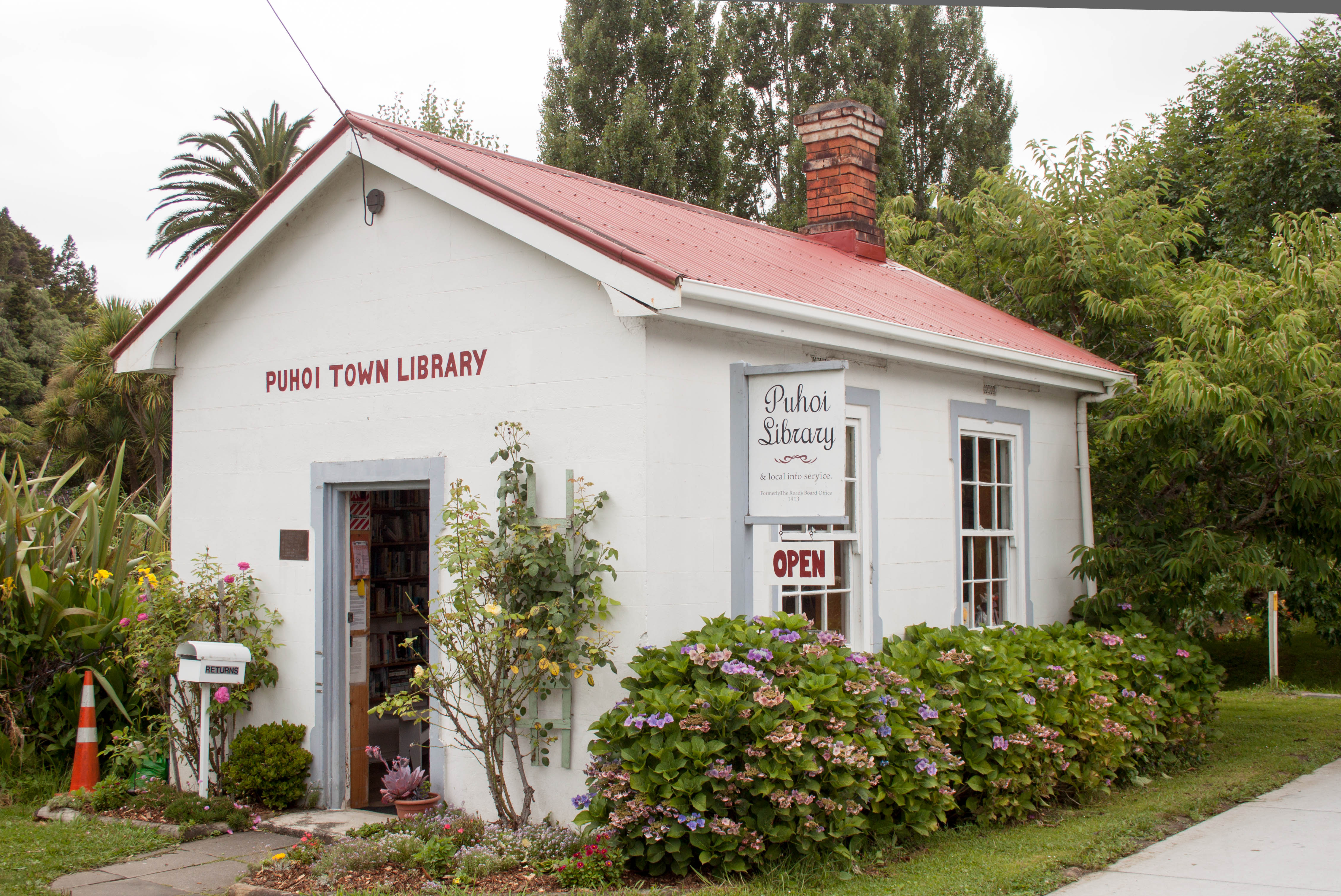
Városi könyvtár
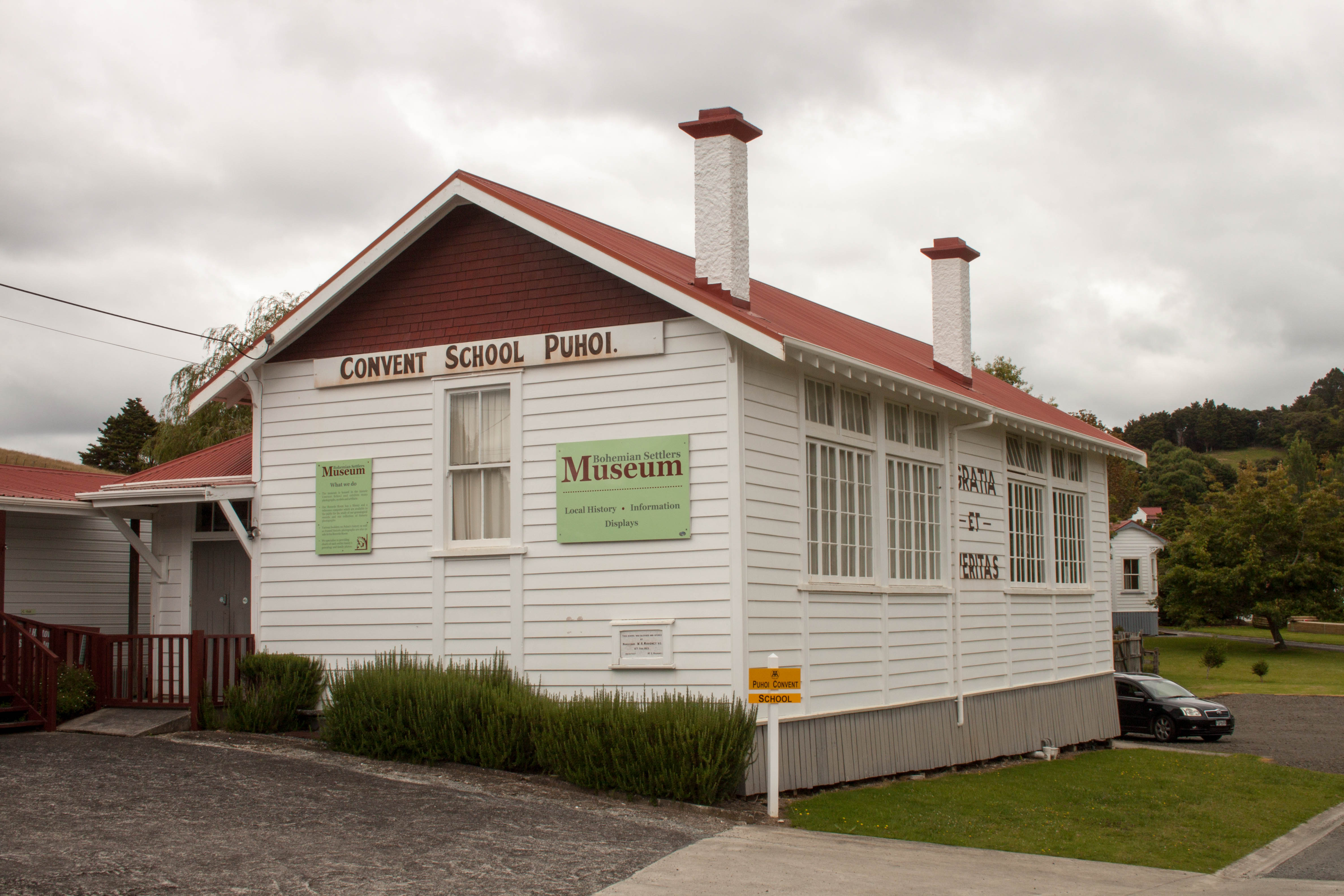
Puhoi városi múzeum

## Fordítás
Ez a szócikk részben vagy egészben a Puhoi című angol Wikipédia-szócikk ezen változatának fordításán alapul.  Az eredeti cikk szerkesztőit annak laptörténete sorolja fel. Ez a jelzés csupán a megfogalmazás eredetét és a szerzői jogokat jelzi, nem szolgál a cikkben szereplő információk forrásmegjelöléseként.